# Persone di nome Francis
| Questa pagina contiene informazioni ricavate automaticamente dalle voci biografiche con l'ausilio del template Bio e di un bot. L'aggiornamento è periodico e automatico e ricostruisce completamente la pagina. Se manca una persona in questa lista, sei pregato di non aggiungerla, ma accertati piuttosto che la sua voce biografica contenga il template Bio e che i dati anagrafici siano correttamente compilati. Se il template Bio manca, inseriscilo tu stesso o, in alternativa, metti l'avviso {{tmp\|Bio}} che ne segnala la mancanza. Se i dati riportati sono sbagliati, correggi direttamente la voce biografica; le modifiche saranno visibili in questa lista entro pochi giorni. Per chiarimenti vedi il progetto antroponimi. La lista contiene solo le 525 persone che sono citate nell'enciclopedia e per le quali è stato implementato correttamente il template Bio. Pagina aggiornata al 22 lug 2025. |

Questa è una lista di persone presenti nell'enciclopedia che hanno il nome Francis, suddivise per attività principale.

## Allenatori di calcio(3)
- Frank Brennan, allenatore di calcio e calciatore scozzese (Annathill, n. 1924 - Newcastle upon Tyne, † 1997)
- Francis Gillot, allenatore di calcio e ex calciatore francese (Maubeuge, n. 1960)
- Francis Jeffers, allenatore di calcio e ex calciatore inglese (Liverpool, n. 1981)

## Allenatori di pallacanestro(3)
- Francis Charneux, allenatore di pallacanestro francese (Charleville-Mézières, n. 1954)
- Francis Jordane, allenatore di pallacanestro francese (Arles-sur-Tech, n. 1946)
- Frank Layden, allenatore di pallacanestro e dirigente sportivo statunitense (Brooklyn, n. 1932 - Salt Lake City, † 2025)

## Alpinisti(1)
- Francis Fox Tuckett, alpinista britannico (Frenchay, n. 1834 - Frenchay, † 1913)

## Ammiragli(3)
- Francis Beaufort, ammiraglio, cartografo e esploratore britannico (Navan, n. 1774 - Hove, † 1857)
- Francis Leopold McClintock, ammiraglio e esploratore irlandese (Dundalk, n. 1819 - Londra, † 1907)
- Francis Wheler, ammiraglio inglese (n. 1656 - † 1694)

## Anatomisti(1)
- Francis Kiernan, anatomista britannico (Irlanda, n. 1800 - Londra, † 1874)

## Antiquari(1)
- Francis Douce, antiquario e collezionista d'arte inglese (Londra, n. 1757 - † 1834)

## Archeologi(1)
- Francis Kelsey, archeologo e latinista statunitense (Ogden, n. 1858 - Ann Arbor, † 1927)

## Architetti(3)
- Francis Johnston, architetto irlandese (Armagh, n. 1760 - Dublino, † 1829)
- Francis Penrose, architetto britannico (n. 1817 - † 1903)
- Francis Soler, architetto francese (Algeri, n. 1949)

## Arcivescovi cattolici(6)
- Francis Xavier Vira Arpondratana, arcivescovo cattolico thailandese (Sam Saem, n. 1955)
- Francis Duffy, arcivescovo cattolico irlandese (Bawnboy, n. 1958)
- Francis Kalist, arcivescovo cattolico indiano (Ritapuram, n. 1957)
- Francis Patrick Kenrick, arcivescovo cattolico irlandese (Dublino, n. 1796 - Baltimora, † 1863)
- Francis Patrick Keough, arcivescovo cattolico statunitense (New Britain, n. 1890 - Baltimora, † 1961)
- Francis Xavier Lu Xinping, arcivescovo cattolico cinese (Haimen, n. 1963)

## Artisti marziali misti(2)
- Francis Carmont, artista marziale misto francese (Saint-Tropez, n. 1981)
- Francis Ngannou, artista marziale misto e pugile camerunese (Batié, n. 1986)

## Astronauti(2)
- Francis Gaffney, ex astronauta e medico statunitense (Carlsbad, n. 1946)
- Dick Scobee, astronauta statunitense (Cle Elum, n. 1939 - Cape Canaveral, † 1986)

## Astronomi(5)
- Francis Baily, astronomo britannico (Newbury, n. 1774 - Londra, † 1844)
- Francis Graham-Smith, astronomo britannico (n. 1923 - † 2025)
- Francis Leavenworth, astronomo statunitense (Mount Vernon, n. 1858 - Mount Vernon, † 1928)
- Francis Gladheim Pease, astronomo statunitense (n. 1881 - † 1938)
- Francis Richard Stephenson, astronomo e storico britannico (n. 1941)

## Attivisti(1)
- Francis Hughes, attivista e rivoluzionario irlandese (Bellaghy, n. 1956 - Long Kesh, † 1981)

## Attori(33)
- Francis Robert Benson, attore e impresario teatrale britannico (n. 1858 - † 1939)
- Francis Blanche, attore e comico francese (Parigi, n. 1921 - Parigi, † 1974)
- Francis X. Bushman, attore, regista e sceneggiatore statunitense (Baltimora, n. 1883 - Pacific Palisades, † 1966)
- Francis Capra, attore statunitense (New York, n. 1983)
- Francis Carpenter, attore statunitense (Glenwood Springs, n. 1910 - Santa Maria, † 1973)
- Francis Chouler, attore sudafricano (Città del Capo)
- King Donovan, attore e regista statunitense (Manhattan, n. 1918 - Branford, † 1987)
- Frank Overton, attore statunitense (Babylon, n. 1918 - Pacific Palisades, † 1967)
- Morgan Farley, attore statunitense (Mamaroneck, n. 1898 - San Pedro, † 1988)
- Francis Ford, attore, regista e sceneggiatore statunitense (Portland, n. 1881 - Los Angeles, † 1953)
- Francis Fulton-Smith, attore tedesco (Monaco di Baviera, n. 1966)
- Frank Gerstle, attore statunitense (New York, n. 1915 - Santa Monica, † 1970)
- Michael Gough, attore britannico (Kuala Lumpur, n. 1916 - Londra, † 2011)
- Hill Harper, attore statunitense (Iowa City, n. 1966)
- Francis Huster, attore, sceneggiatore e regista francese (Neuilly-sur-Seine, n. 1947)
- Francis Jue, attore statunitense (San Francisco, n. 1963)
- Frank Kelly, attore e comico irlandese (Irlanda, n. 1938 - Dublino, † 2016)
- Fran Kranz, attore, chitarrista e regista statunitense (Los Angeles, n. 1981)
- Francis Lederer, attore statunitense (Praga, n. 1899 - Palm Springs, † 2000)
- Francis Magee, attore irlandese (Dublino, n. 1959)
- Francis Matthews, attore britannico (York, n. 1927 - Londra, † 2014)
- Francis McDonald, attore statunitense (Bowling Green, n. 1891 - Hollywood, † 1968)
- Frankie Michaels, attore statunitense (Bridgeport, n. 1955 - Chittenango, † 2016)
- Greg Morris, attore statunitense (Cleveland, n. 1933 - Las Vegas, † 1996)
- Francis Ng, attore e doppiatore cinese (Hong Kong, n. 1961)
- Jameson Parker, attore statunitense (Baltimora, n. 1947)
- Francis Pierlot, attore statunitense (n. 1885 - Hollywood, † 1955)
- Francis Renaud, attore francese (Thionville, n. 1967)
- Pat Roach, attore cinematografico e wrestler britannico (Birmingham, n. 1937 - Bromsgrove, † 2004)
- Francis L. Sullivan, attore britannico (Wandsworth, n. 1903 - New York, † 1956)
- Dink Trout, attore statunitense (Los Angeles, n. 1898 - Hollywood, † 1950)
- Paxton Whitehead, attore britannico (East Malling and Larkfield, n. 1937 - Arlington, † 2023)
- Francis De Wolff, attore britannico (Essex, n. 1913 - Sussex, † 1984)

## Attori teatrali(1)
- Francis Leon, attore teatrale, cantante e danzatore statunitense (n. 1844)

## Autori di giochi(2)
- Greg Stafford, autore di giochi e scrittore statunitense (Waterbury, n. 1948 - Arcata, † 2018)
- Francis Tresham, autore di giochi britannico (n. 1936 - † 2019)

## Aviatori(5)
- Francis Chichester, aviatore e navigatore britannico (Barnstaple, n. 1901 - Plymouth, † 1972)
- Gabby Gabreski, aviatore statunitense (Oil City, n. 1919 - Huntington, † 2002)
- Francis Leoncini, aviatore e militare italiano (Viterbo, n. 1915 - Crispiano, † 1950)
- Francis Gary Powers, aviatore statunitense (Jenkins, n. 1929 - Los Angeles, † 1977)
- Francis S. Symondson, aviatore inglese (Sutton, n. 1897 - Bridport, † 1975)

## Banchieri(2)
- Francis Baring, I baronetto Baring, banchiere inglese (Exeter, n. 1740 - Londra, † 1810)
- Francis Baring, III barone Ashburton, banchiere e politico inglese (Filadelfia, n. 1800 - † 1868)

## Bassisti(5)
- Francis Buchholz, bassista tedesco (Hannover, n. 1954)
- Alan Fitzgerald, bassista e tastierista statunitense (n. 1949)
- Francis Moze, bassista e tastierista francese
- Frankie Poullain, bassista britannico (Edimburgo, n. 1967)
- Rocco Prestia, bassista statunitense (Sonora, n. 1951 - Las Vegas, † 2020)

## Biologi(1)
- Francis Ernest Lloyd, biologo e botanico inglese (Manchester, n. 1868 - Carmel-by-the-Sea, † 1947)

## Bobbisti(2)
- Paul Stevens, bobbista statunitense (Lake Placid, n. 1889 - New York, † 1949)
- Francis Tyler, bobbista statunitense (n. 1904 - † 1956)

## Botanici(5)
- Francis Alonzo Bartlett, botanico statunitense (Belchertown, n. 1882 - Stamford, † 1963)
- Francis Buchanan White, botanico e entomologo scozzese (Perth, n. 1842 - Perth, † 1894)
- Francis Darwin, botanico britannico (Downe, n. 1848 - Cambridge, † 1925)
- Francis Guthrie, botanico e matematico sudafricano (Londra, n. 1831 - Claremont, † 1899)
- Francis Hallé, botanico e biologo francese (Seine-Port, n. 1938)

## Canottieri(1)
- Francis Hegerty, canottiere australiano (Canberra, n. 1982)

## Cantanti(5)
- Francis Healy, cantante, chitarrista e pianista britannico (Stafford, n. 1973)
- Frank Ifield, cantante australiano (Coundon, n. 1937 - Sydney, † 2024)
- Francis Rossi, cantante e chitarrista inglese (Peckham, n. 1949)
- Frank Sinatra Jr., cantante e attore statunitense (Jersey City, n. 1944 - Daytona Beach, † 2016)
- Frank Sinatra, cantante e attore statunitense (Hoboken, n. 1915 - Los Angeles, † 1998)

## Cantautori(2)
- Francis Cabrel, cantautore e chitarrista francese (Agen, n. 1953)
- Frank Turner, cantautore britannico (Manama, n. 1981)

## Cardinali(9)
- Francis Arinze, cardinale e arcivescovo cattolico nigeriano (Eziowelle, n. 1932)
- Francis Alphonsus Bourne, cardinale e arcivescovo cattolico inglese (Clapham, n. 1861 - Londra, † 1935)
- Francis John Brennan, cardinale statunitense (Shenandoah, n. 1894 - Filadelfia, † 1968)
- Francis Aidan Gasquet, cardinale inglese (Londra, n. 1846 - Roma, † 1929)
- Francis Eugene George, cardinale e arcivescovo cattolico statunitense (Chicago, n. 1937 - Chicago, † 2015)
- Francis Xavier Kriengsak Kovithavanij, cardinale e arcivescovo cattolico thailandese (Bang Rak, n. 1949)
- Francis Leo, cardinale e arcivescovo cattolico canadese (Montréal, n. 1971)
- Francis Patrick Moran, cardinale e arcivescovo cattolico irlandese (Leighlinbridge, n. 1830 - Sydney, † 1911)
- Francis Joseph Spellman, cardinale e arcivescovo cattolico statunitense (Whitman, n. 1889 - New York, † 1967)

## Cestisti(17)
- Francis Arnaiz, ex cestista filippino (Bacolod, n. 1951)
- Frank Beaty, cestista statunitense (Greece, n. 1919 - Rochester, † 1985)
- Frank Brickowski, ex cestista statunitense (Bayville, n. 1959)
- Chink Crossin, cestista statunitense (Luzerne, n. 1924 - Danville, † 1981)
- Fran Curran, cestista statunitense (Sterling, n. 1922 - Benton, † 2004)
- Francis Johnson, cestista statunitense (Hartford, n. 1910 - Chesterfield, † 1997)
- Frank Kaminsky, cestista statunitense (Lisle, n. 1993)
- Frank Kornet, ex cestista statunitense (Lexington, n. 1967)
- Mo Mahoney, cestista e allenatore di pallacanestro statunitense (Brooklyn, n. 1927 - Pittsfield, † 2008)
- Frank Mangiapane, cestista statunitense (New York, n. 1925 - Long Beach, † 2005)
- Fran McCaffery, ex cestista e allenatore di pallacanestro statunitense (Filadelfia, n. 1959)
- Frank O'Connor, cestista irlandese (Cahersiveen, n. 1922 - Tullamore, † 1997)
- Buddy O'Grady, cestista e allenatore di pallacanestro statunitense (New York, n. 1920 - Freehold, † 1992)
- Fran O'Hanlon, ex cestista e allenatore di pallacanestro statunitense (Filadelfia, n. 1948)
- Francis Okoro, cestista nigeriano (Imo, n. 1999)
- Frank Sachse, cestista statunitense (Brice, n. 1917 - Dallas, † 1989)
- Francis Schneider, ex cestista francese (Mulhouse, n. 1949)

## Chimici(1)
- Francis Gordon Albert Stone, chimico britannico (Exeter, n. 1925 - Waco, † 2011)

## Ciclisti su strada(6)
- Francis Anastasi, ex ciclista su strada francese (Marsiglia, n. 1933)
- Francis Bazire, ciclista su strada francese (Écalles-Alix, n. 1939 - Le Petit-Quevilly, † 2022)
- Francis Castaing, ex ciclista su strada e pistard francese (Bordeaux, n. 1959)
- Francis De Greef, ex ciclista su strada belga (Rumst, n. 1985)
- Francis Mourey, ciclista su strada e ciclocrossista francese (Chazot, n. 1980)
- Francis Pélissier, ciclista su strada e dirigente sportivo francese (Parigi, n. 1894 - Mantes-la-Jolie, † 1959)

## Collezionisti d'arte(1)
- Francis Cook, collezionista d'arte britannico (Clapham, n. 1817 - Richmond upon Thames, † 1901)

## Comici(1)
- Frankie Boyle, comico e sceneggiatore scozzese (Glasgow, n. 1972)

## Compositori(5)
- Francis Kuipers, compositore e chitarrista inglese (Woking, n. 1941)
- Francis Lai, compositore francese (Nizza, n. 1932 - Parigi, † 2018)
- Francis Lopez, compositore francese (Montbéliard, n. 1916 - Parigi, † 1995)
- Francis Pilkington, compositore, liutista e cantore inglese (Chester, † 1638)
- Francis Poulenc, compositore e pianista francese (Parigi, n. 1899 - Parigi, † 1963)

## Compositori di scacchi(1)
- Frank Healey, compositore di scacchi britannico (Londra, n. 1828 - Londra, † 1908)

## Corsari(1)
- Francis Drake, corsaro, navigatore e politico inglese (Tavistock - Portobelo, † 1596)

## Crickettisti(1)
- Francis Burchell, crickettista britannico (Bristol, n. 1873 - Worthing, † 1947)

## Criminali(1)
- Francis Turatello, criminale italiano (Asiago, n. 1944 - Nuoro, † 1981)

## Critici letterari(1)
- Francis Otto Matthiessen, critico letterario statunitense (Pasadena, n. 1902 - † 1950)

## Danzatori(1)
- John Hart, ballerino, coreografo e direttore artistico britannico (Londra, n. 1921 - Salt Lake City, † 2015)

## Diplomatici(6)
- Francis Bertie, I visconte Bertie di Thame, diplomatico inglese (n. 1844 - Londra, † 1919)
- Francis Drake, diplomatico inglese (Yardbury, n. 1764 - † 1821)
- Francis Elliot, diplomatico inglese (n. 1851 - † 1940)
- Francis Humphrys, diplomatico inglese (Oswestry, n. 1879 - † 1971)
- Francis Henry May, diplomatico inglese (Dublino, n. 1860 - Suffolk, † 1922)
- Francis Hyde Villiers, diplomatico inglese (n. 1852 - † 1925)

## Dirigenti pubblici(1)
- Francis Bernard, dirigente pubblico britannico (Brightwell-cum-Sotwell, n. 1712 - Nether Winchendon, † 1779)

## Disc jockey(1)
- Frankie Knuckles, disc jockey e produttore discografico statunitense (New York, n. 1955 - Chicago, † 2014)

## Drammaturghi(1)
- Francis Beaumont, drammaturgo e poeta inglese (n. 1584 - † 1616)

## Economisti(3)
- Francis Hirst, economista e sociologo britannico (Dalton Lodge, n. 1873 - Singleton, † 1953)
- Francis Seton, economista austriaco (Vienna, n. 1920 - † 2002)
- Francis Vassallo, economista, dirigente d'azienda e religioso maltese (Mdina, n. 1948)

## Entomologi(1)
- Francis Walker, entomologo inglese (Londra, n. 1809 - Londra, † 1874)

## Esploratori(5)
- Francis Cadell, esploratore britannico (Cockenzie, n. 1822 - Isole Kai, † 1879)
- Francis Galton, esploratore, biologo e antropologo britannico (Sparkbrook, n. 1822 - Haslemere, † 1911)
- Francis Garnier, esploratore francese (n. 1839 - † 1873)
- Francis Light, esploratore e ufficiale britannico (Dallinghoo, n. 1740 - Penang, † 1794)
- Francis Younghusband, esploratore, giornalista e ufficiale inglese (Murri, n. 1863 - Lytchett Minster, † 1942)

## Filologi(1)
- Francis James Child, filologo statunitense (Boston, n. 1825 - Boston, † 1896)

## Filosofi(5)
- Francis Ellingwood Abbot, filosofo e teologo statunitense (n. 1836 - † 1903)
- Francesco Bacone, filosofo, politico e giurista inglese (Londra, n. 1561 - Londra, † 1626)
- Francis Herbert Bradley, filosofo inglese (Clapham, n. 1846 - Oxford, † 1924)
- Francis Hutcheson, filosofo irlandese (Drumalig, n. 1694 - Glasgow, † 1746)
- Francis Parker Yockey, filosofo statunitense (Chicago, n. 1917 - San Francisco, † 1960)

## Fisici(4)
- Francis William Aston, fisico britannico (Birmingham, n. 1877 - Cambridge, † 1945)
- Francis Halzen, fisico belga (Tienen, n. 1944)
- Francis H. Harlow, fisico statunitense (n. 1928 - † 2016)
- Francis Perrin, fisico francese (Parigi, n. 1901 - Parigi, † 1992)

## Fisiologi(1)
- Francis Glisson, fisiologo e anatomista inglese (Bristol, n. 1599 - Londra, † 1677)

## Fotografi(4)
- Francis Bruguière, fotografo e pittore statunitense (San Francisco, n. 1879 - Middleton Cheney, † 1945)
- Francis Frith, fotografo inglese (Chesterfield, n. 1822 - † 1898)
- Francis Meadow Sutcliffe, fotografo britannico (Leeds, n. 1853 - † 1941)
- Francis James Mortimer, fotografo britannico (Isola di Portsea, n. 1874 - Londra, † 1944)

## Fumettisti(2)
- Francis Josse, fumettista e illustratore francese (Parigi, n. 1915 - Dreux, † 1991)
- Chuck Patton, fumettista e sceneggiatore statunitense (California, n. 1960)

## Funzionari(1)
- Arthur Cockfield, funzionario e politico britannico (Horsham, n. 1916 - Oxford, † 2007)

## Generali(13)
- Frank P. Blair Jr., generale e politico statunitense (Lexington, n. 1821 - Washington, † 1875)
- Francis Rawdon Chesney, generale britannico (n. 1789 - Contea di Down, † 1872)
- Richard Dannatt, barone Dannatt, generale britannico (Broomfield, n. 1950)
- Francis Davies, generale britannico (Elmley Castle, n. 1864 - Elmley Castle, † 1948)
- Francis M. Drake, generale, imprenditore e politico statunitense (Rushville, n. 1830 - Centerville, † 1903)
- Francis Dundas, generale e politico britannico (Sanson, n. 1759 - Dumbarton, † 1824)
- Francis Festing, generale britannico (Dublino, n. 1902 - Hexham, † 1976)
- James Bowes-Lyon, generale inglese (n. 1917 - † 1977)
- Francis Grenfell, I barone Grenfell, generale britannico (Swansea, n. 1841 - Windlesham, † 1925)
- Francis Marion, generale statunitense (Georgetown - Georgetown, † 1795)
- Francis Rennell Rodd, generale e esploratore britannico (Londra, n. 1895 - Presteigne, † 1978)
- Reginald Wingate, generale britannico (Port Glasgow, n. 1861 - Edimburgo, † 1953)
- Francis Wilfred de Guingand, generale britannico (Londra, n. 1900 - Cannes, † 1979)

## Genetisti(1)
- Francis Collins, genetista statunitense (Staunton, n. 1950)

## Geografi(1)
- Francis Buchanan-Hamilton, geografo, zoologo e botanico britannico (Callander, n. 1762 - Callander, † 1829)

## Giocatori di football americano(5)
- Frank Dancewicz, giocatore di football americano statunitense (Lynn, n. 1924 - Boston, † 1985)
- Cotton Davidson, giocatore di football americano statunitense (Gatesville, n. 1931 - Waco, † 2022)
- Frank Gifford, giocatore di football americano statunitense (Santa Monica, n. 1930 - Greenwich, † 2015)
- Fran Tarkenton, ex giocatore di football americano e imprenditore statunitense (Richmond, n. 1940)
- Frank Tripucka, giocatore di football americano statunitense (Bloomfield, n. 1927 - Woodland Park, † 2013)

## Giocatori di lacrosse(1)
- Frank Dixon, giocatore di lacrosse canadese (Port Dalhousie, n. 1878 - Grantham, † 1932)

## Giornalisti(3)
- Francis Charmes, giornalista, diplomatico e editore francese (Aurillac, n. 1848 - Parigi, † 1916)
- Frank Scully, giornalista e scrittore statunitense (New York, n. 1892 - Palm Springs, † 1964)
- Gordon Solie, commentatore televisivo e giornalista statunitense (Minneapolis, n. 1929 - New Port Richey, † 2000)

## Giuristi(2)
- Francis Maseres, giurista britannico (Londra, n. 1731 - Reigate, † 1824)
- Francis Scott Key, giurista, scrittore e poeta statunitense (Contea di Carroll, n. 1779 - Baltimora, † 1843)

## Golfisti(2)
- Frank Newton, golfista statunitense (Washington, n. 1874 - Greenwich, † 1946)
- Francis Ouimet, golfista statunitense (Brookline, n. 1893 - Newton, † 1967)

## Hockeisti su ghiaccio(10)
- King Clancy, hockeista su ghiaccio e allenatore di hockey su ghiaccio canadese (Ottawa, n. 1902 - Toronto, † 1986)
- Francis Drolet, hockeista su ghiaccio canadese (Lachin, n. 1990)
- Moose Goheen, hockeista su ghiaccio statunitense (White Bear Lake, n. 1894 - White Bear Lake, † 1979)
- Frank Mahovlich, ex hockeista su ghiaccio canadese (Timmins, n. 1938)
- Dinty Moore, hockeista su ghiaccio canadese (Port Colborne, n. 1900 - Morgan's Point, † 1976)
- Frank Nelson, hockeista su ghiaccio statunitense (New York, n. 1910 - Upper Montclair, † 1973)
- Frank Shaughnessy, hockeista su ghiaccio statunitense (Roanoke, n. 1911 - Montréal, † 1982)
- Frank Spain, hockeista su ghiaccio statunitense (Quitman, n. 1909 - Rochester, † 1977)
- Frank Sullivan, hockeista su ghiaccio canadese (Toronto, n. 1898 - Toronto, † 1989)
- Frank Synnott, hockeista su ghiaccio statunitense (Chatham, n. 1891 - Boston, † 1945)

## Illustratori(1)
- Frank Godwin, illustratore e fumettista statunitense (Washington, n. 1889 - † 1959)

## Imprenditori(4)
- Francis Bannerman VI, imprenditore statunitense (Dundee, n. 1851 - New York, † 1918)
- Francis Cabot Lowell, imprenditore statunitense (Newburyport, n. 1775 - Boston, † 1817)
- Francis Joseph Sloane, imprenditore e mecenate inglese (Roma, n. 1795 - Firenze, † 1871)
- Frank Williams, imprenditore e dirigente sportivo britannico (South Shields, n. 1942 - Londra, † 2021)

## Ingegneri(6)
- Francis Thomas Bacon, ingegnere britannico (Billericay, n. 1904 - † 1992)
- Francis Hepburn Chevallier-Boutell, ingegnere e dirigente sportivo inglese (Aspall, n. 1851 - Paignton, † 1937)
- Frank Costin, ingegnere, progettista e imprenditore britannico (n. 1920 - † 1995)
- Francis Reynolds Shanley, ingegnere statunitense (Tidioute, n. 1902 - † 1968)
- Francis Rogallo, ingegnere e inventore statunitense (Sanger, n. 1912 - Southern Shores, † 2009)
- Francis Herbert Wenham, ingegnere, inventore e pioniere dell'aviazione inglese (n. 1824 - † 1908)

## Insegnanti(2)
- Francis Johnson, docente e musicista statunitense (Filadelfia, n. 1792 - Filadelfia, † 1844)
- Francis William Newman, docente e scrittore britannico (Londra, n. 1805 - Weston-super-Mare, † 1897)

## Inventori(1)
- Francis Pettit Smith, inventore britannico (Hythe, n. 1808 - South Kensington, † 1874)

## Linguisti(1)
- Francis Lodwick, linguista e mercante olandese (n. 1619 - † 1694)

## Liutisti(1)
- Francis Cutting, liutista e compositore inglese († 1595)

## Lunghisti(1)
- Frank Irons, lunghista, triplista e altista statunitense (Des Moines, n. 1886 - Palatine, † 1942)

## Mafiosi(1)
- Frank Salemme, mafioso e collaboratore di giustizia statunitense (Weymouth, n. 1933 - Springfield, † 2022)

## Maratoneti(1)
- Francis Bowen, ex maratoneta keniota (n. 1973)

## Matematici(2)
- Francis Ysidro Edgeworth, matematico e economista britannico (Edgeworthstown, n. 1845 - Oxford, † 1926)
- Francis William Lawvere, matematico statunitense (Muncie, n. 1937 - Chapel Hill, † 2023)

## Medici(3)
- Francis Adams, medico e traduttore scozzese (n. 1796 - † 1861)
- Francis Peyton Rous, medico statunitense (Baltimora, n. 1879 - New York, † 1970)
- Francis Willis, medico e presbitero britannico (Lincoln, n. 1718 - Greatford, † 1807)

## Mezzofondisti(2)
- Francis Abong, mezzofondista keniano (n. 1996)
- Francis Gonzalez, ex mezzofondista francese (Bordeaux, n. 1952)

## Militari(13)
- Francis William Lionel Collings Beaumont, militare e produttore cinematografico britannico (Lawshall, n. 1903 - Liverpool, † 1941)
- Francis Price Blackwood, ufficiale e esploratore britannico (Londra, n. 1809 - Richmond upon Thames, † 1854)
- Francis Cromie, ufficiale irlandese (Duncannon, n. 1882 - Pietrogrado, † 1918)
- Francis Dhanis, militare belga (Londra, n. 1861 - Bruxelles, † 1909)
- Francis Fane, XII conte di Westmorland, ufficiale inglese (n. 1825 - † 1891)
- Francis Vane, militare inglese (Dublino, n. 1861 - Londra, † 1934)
- Frank Foley, militare britannico (Highbridge, n. 1884 - Stourbridge, † 1958)
- Francis Octavius Grenfell, militare inglese (Surrey, n. 1880 - Hooge, † 1915)
- Francis Harvey, militare britannico (Upper Sydenham, n. 1873 - Battaglia dello Jutland, † 1916)
- Francis Knollys, I visconte Knollys, ufficiale inglese (n. 1837 - † 1924)
- Francis Pegahmagabow, militare, politico e attivista nativo americano (Parry Sound, n. 1891 - Parry Sound, † 1952)
- Francis Rawdon-Hastings, I marchese di Hastings, militare, politico e nobile britannico (Moira, n. 1754 - Al largo di Napoli, † 1826)
- Francis Vere, militare inglese (Crepping Hall, n. 1560 - † 1609)

## Modelle(1)
- Francis Gago, modella venezuelana (Maturín, n. 1973)

## Multiplisti(2)
- Frank Lukeman, multiplista e velocista canadese (Montréal, n. 1885 - Montréal, † 1946)
- Daley Thompson, ex multiplista e velocista britannico (Londra, n. 1958)

## Musicisti(1)
- Francis P. Pelizzari, musicista e compositore italiano (Broni, n. 1968)

## Naturalisti(1)
- Francis Archer, naturalista e psichiatra irlandese (n. 1803 - † 1875)

## Navigatori(1)
- Francis Crozier, navigatore e esploratore irlandese (Banbridge, n. 1796 - Isola di Re Guglielmo)

## Neuroscienziati(1)
- Francis Crick, neuroscienziato, biofisico e biologo britannico (Northampton, n. 1916 - San Diego, † 2004)

## Nobili(28)
- Francis Browne, III visconte Montagu, nobile inglese (Inghilterra, n. 1610 - Inghilterra, † 1682)
- Francis Browne, IV visconte Montagu, nobile e politico inglese (n. 1638 - † 1708)
- Francis Charteris, VIII conte di Wemyss, nobile scozzese (n. 1772 - † 1853)
- Francis D'Arcy Osborne, nobile e diplomatico britannico (Londra, n. 1884 - Roma, † 1964)
- Francis Egerton, III conte di Ellesmere, nobile e ufficiale inglese (Londra, n. 1847 - † 1914)
- Francis Ogilvy-Grant, X conte di Seafield, nobile scozzese (n. 1847 - Oamaru, † 1888)
- Francis Greville, I conte di Warwick, nobile, militare e politico inglese (n. 1719 - Castello di Warwick, † 1773)
- Francis Greville, V conte di Warwick, nobile e politico britannico (Londra, n. 1853 - Beer, † 1924)
- Francis Hastings, II conte di Huntingdon, nobile inglese (Ashby-de-la-Zouch, n. 1514 - † 1561)
- Francis Hastings, barone Hastings, nobile inglese (n. 1560 - † 1595)
- Francis Howard, V barone Howard di Effingham, nobile inglese (n. 1643 - † 1694)
- Francis Howard, I conte di Effingham, nobile e militare inglese (n. 1683 - † 1743)
- Francis Ingram-Seymour-Conway, II marchese di Hertford, nobile e politico britannico (Londra, n. 1743 - Londra, † 1822)
- Francis Knollys, nobile inglese (n. 1514 - † 1596)
- Francis Lovell, nobile e militare inglese (n. 1454)
- Francis Manners, VI conte di Rutland, nobile inglese (n. 1578 - Bishop's Stortford, † 1632)
- Francis Ogilvy-Grant, VI conte di Seafield, nobile e politico scozzese (n. 1778 - † 1853)
- Francis Osborne, V duca di Leeds, nobile, giurista e politico britannico (Thurso, n. 1751 - Londra, † 1799)
- Francis Russell, II conte di Bedford, nobile e politico inglese (n. 1527 - Londra, † 1585)
- Francis Scott, II conte di Buccleuch, nobile scozzese (n. 1626 - † 1651)
- Francis Seymour, V duca di Somerset, nobile inglese (n. 1658 - Lerici, † 1678)
- Francis Seymour-Conway, I marchese di Hertford, nobile e politico britannico (Londra, n. 1718 - † 1794)
- Francis Stewart, V conte di Bothwell, nobile e militare scozzese († 1612)
- Francis Talbot, V conte di Shrewsbury, nobile inglese (n. 1500 - † 1560)
- Francis Throckmorton, nobile inglese (Feckenham, n. 1554 - Tyburn, † 1584)
- Francis Tregian il Vecchio, nobile inglese (n. 1548 - † 1608)
- Francis Tresham, nobile inglese (Londra, † 1605)
- Francis Charteris, IX conte di Wemyss, nobile scozzese (n. 1796 - † 1883)

## Nuotatori(3)
- Frank Beaurepaire, nuotatore australiano (Melbourne, n. 1891 - Melbourne, † 1956)
- Francis Crippen, nuotatore statunitense (Bryn Mawr, n. 1984 - Fujaira, † 2010)
- Frank Gailey, nuotatore statunitense (Brisbane, n. 1882 - Garden Grove, † 1972)

## Ornitologi(1)
- Francis Charles Robert Jourdain, ornitologo britannico (Ashbourne, n. 1865 - Southbourne, † 1940)

## Paleografi(1)
- Francis Wormald, paleografo e storico dell'arte inglese (Dewsbury Mill, n. 1904 - † 1972)

## Pallanuotisti(2)
- Frank Schreiner, pallanuotista statunitense (St. Louis, n. 1879 - Chicago, † 1937)
- Frank Wismayer, pallanuotista maltese (n. 1913 - St. Julian's, † 2003)

## Pesisti(1)
- Jim Delaney, pesista statunitense (n. 1921 - † 2012)

## Pianisti(2)
- Frankie Carle, pianista statunitense (Providence, n. 1903 - Mesa, † 2001)
- Francis Planté, pianista e compositore francese (Orthez, n. 1839 - Saint-Avit, † 1934)

## Piloti automobilistici(1)
- Lance Macklin, pilota automobilistico britannico (Kensington, n. 1919 - Bethersden, † 2002)

## Pirati(1)
- Francis Townley, pirata inglese (Inghilterra - Panama, † 1686)

## Pistard(1)
- Francis Moreau, ex pistard e ciclista su strada francese (San Quintino, n. 1965)

## Pittori(11)
- Francis Alexander, pittore statunitense (Killingly, n. 1800 - Firenze, † 1880)
- Francis Bacon, pittore irlandese (Dublino, n. 1909 - Madrid, † 1992)
- Francis Cadell, pittore scozzese (Edimburgo, n. 1883 - Edimburgo, † 1937)
- Francis Cleyn, pittore, disegnatore e incisore tedesco (Rostock, n. 1582 - Londra, † 1658)
- Francis Danby, pittore irlandese (Wexford, n. 1793 - Exmouth, † 1861)
- Francis Grant, pittore e scrittore scozzese (Kilgraston, n. 1803 - Melton Mowbray, † 1878)
- Francis Gruber, pittore francese (Nancy, n. 1912 - Parigi, † 1948)
- Francis Jourdain, pittore, disegnatore e designer francese (Parigi, n. 1876 - Parigi, † 1958)
- John Minton, pittore e illustratore inglese (Great Shelford, n. 1917 - Chelsea, † 1957)
- Francis Picabia, pittore e scrittore francese (Parigi, n. 1879 - Parigi, † 1953)
- Francis Rose, pittore inglese (Moor Park, n. 1909 - Londra, † 1979)

## Poeti(6)
- Francis Jammes, poeta francese (Tournay, n. 1868 - Hasparren, † 1938)
- Francis Ledwidge, poeta e scrittore irlandese (Slane, n. 1887 - Boezinge, † 1917)
- Frank O'Hara, poeta, scrittore e critico d'arte statunitense (Baltimora, n. 1926 - Mastic Beach, † 1966)
- Francis Ponge, poeta francese (Montpellier, n. 1899 - Le Bar-sur-Loup, † 1988)
- Francis Thompson, poeta inglese (Preston, n. 1859 - Londra, † 1907)
- Francis Vielé-Griffin, poeta francese († 1937)

## Politici(40)
- Francis Annesley, I visconte Valentia, politico irlandese (Dublino, n. 1585 - Thorganby, † 1660)
- Francis Baring, I barone Northbrook, politico britannico (Calcutta, n. 1796 - Michelveder, † 1866)
- Francis Beverley Biddle, politico e avvocato statunitense (Parigi, n. 1886 - Wellfleet, † 1968)
- Francis Burdett, politico britannico (Wiltshire, n. 1770 - Londra, † 1844)
- Francis Lewis Cardozo, politico e religioso statunitense (Charleston, n. 1836 - Washington, † 1903)
- Francis Charteris, X conte di Wemyss, politico scozzese (n. 1818 - Londra, † 1914)
- Frank Collin, politico statunitense (Chicago, n. 1944)
- Francis Escudero, politico filippino (Manila, n. 1969)
- Francis Fane, I conte di Westmorland, politico inglese (n. 1580 - † 1629)
- Francis Philip Fleming, politico statunitense (Jacksonville, n. 1841 - Jacksonville, † 1908)
- Frank Forde, politico australiano (Mitchell, n. 1890 - Brisbane, † 1983)
- Francis Conyngham, II marchese di Conyngham, politico e ufficiale britannico (Dublino, n. 1797 - Londra, † 1876)
- Francis Granger, politico statunitense (Suffield, n. 1792 - Canandaigua, † 1868)
- Francis Horner, politico britannico (Edimburgo, n. 1778 - Pisa, † 1817)
- Francis Jourde, politico francese (Chassagne, n. 1843 - Nizza, † 1893)
- Francis Lightfoot Lee, politico statunitense (Stratford Hall Plantation, n. 1734 - Menokin, † 1797)
- Francis Egerton, I conte di Ellesmere, politico e viaggiatore inglese (n. 1800 - † 1857)
- Francis Lubbock, politico statunitense (Beaufort, n. 1815 - Austin, † 1905)
- Francis P. Matthews, politico statunitense (Albion, n. 1887 - Omaha, † 1952)
- Francis E. McGovern, politico e avvocato statunitense (Elkhart Lake, n. 1866 - Milwaukee, † 1946)
- Francis Napier, X lord Napier, politico, diplomatico e nobile britannico (Lauder, n. 1819 - Firenze, † 1898)
- Frank Pakenham, politico e scrittore inglese (n. 1905 - † 2001)
- Francis W. Pickens, politico e diplomatico statunitense (Contea di Colleton, n. 1805 - Edgefield, † 1869)
- Francis Harrison Pierpont, politico statunitense (Morgantown, n. 1814 - Pittsburgh, † 1899)
- Francis Pym, politico britannico (Pengram Lodge, n. 1922 - Sandy, † 2008)
- Francis Rombouts, politico belga (Hasselt, n. 1631 - † 1691)
- Francis Russell, marchese di Tavistock, politico britannico (Armagh, n. 1739 - Woburn, † 1767)
- Francis Russell, IV conte di Bedford, politico inglese (n. 1593 - † 1641)
- Francis Russell, V duca di Bedford, politico britannico (Woburn, n. 1765 - Woburn, † 1802)
- Francis Russell, VII duca di Bedford, politico britannico (n. 1788 - † 1861)
- Francis Russell, IX duca di Bedford, politico e agronomo britannico (Londra, n. 1819 - Londra, † 1891)
- Francis Scott, II duca di Buccleuch, politico scozzese (n. 1694 - † 1751)
- Francis Seymour-Conway, III marchese di Hertford, politico britannico (n. 1777 - † 1842)
- Francis Seymour-Conway, V marchese di Hertford, politico britannico (n. 1812 - Arrow, † 1884)
- Francis Suarez, politico e avvocato statunitense (Miami, n. 1977)
- Francis Tolentino, politico filippino (Guinobatan, n. 1960)
- Francis Walsingham, politico e diplomatico inglese (Chislehurst, n. 1534 - Londra, † 1590)
- Francis Willis, politico statunitense (Contea di Frederick, n. 1745 - Contea di Maury, † 1829)
- Francis Wurtz, politico francese (Strasburgo, n. 1948)
- Francis Zammit Dimech, politico maltese (St. Julian's, n. 1954 - † 2025)

## Politologi(1)
- Francis Fukuyama, politologo statunitense (Chicago, n. 1952)

## Presbiteri(4)
- Francis Gage, presbitero britannico (n. 1621 - † 1682)
- Francis Head, IV baronetto, presbitero inglese (n. 1693 - † 1768)
- Francis Nadeem, presbitero pakistano (Gujranwala, n. 1955 - Lahore, † 2020)
- Francis Tiso, presbitero e scrittore statunitense (New York, n. 1950)

## Produttori discografici(1)
- Francis Dreyfus, produttore discografico francese (Le Raincy, n. 1940 - Neuilly-sur-Seine, † 2010)

## Profumieri(1)
- Francis Kurkdjian, profumiere francese (n. 1969)

## Rapper(1)
- Francis Magalona, rapper, cantautore e attore filippino (Manila, n. 1964 - Pasig City, † 2009)

## Registi(12)
- Francis Boggs, regista, sceneggiatore e attore teatrale statunitense (Santa Rosa, n. 1870 - Los Angeles, † 1911)
- Francis Ford Coppola, regista, sceneggiatore e produttore cinematografico statunitense (Detroit, n. 1939)
- Francis Girod, regista e sceneggiatore francese (Semblançay, n. 1944 - Bordeaux, † 2006)
- Francis J. Grandon, regista, attore e sceneggiatore statunitense (Chicago, n. 1879 - Los Angeles, † 1929)
- Francis Lawrence, regista statunitense (Vienna, n. 1971)
- Francis Lee, regista, sceneggiatore e attore britannico (Soyland, n. 1969)
- Francis D. Lyon, regista e montatore statunitense (Bowbells, n. 1905 - Green Valley, † 1996)
- Francis Nielsen, regista francese (Annecy, n. 1947)
- Francis Powers, regista, attore e sceneggiatore statunitense (Marner, n. 1865 - Santa Monica, † 1940)
- Francis Reusser, regista, sceneggiatore e attore svizzero (Vevey, n. 1942 - Bex, † 2020)
- Franc Roddam, regista, sceneggiatore e produttore televisivo britannico (Stockton-on-Tees, n. 1946)
- Francis Veber, regista, sceneggiatore e produttore cinematografico francese (Neuilly-sur-Seine, n. 1937)

## Religiosi(1)
- Francis Cheynell, religioso e scrittore inglese (Oxford, n. 1608 - Preston, † 1665)

## Rivoluzionari(1)
- Kwame Nkrumah, rivoluzionario e politico ghanese (Nkroful, n. 1909 - Bucarest, † 1972)

## Rugbisti a 15(3)
- Fran Clough, ex rugbista a 15 britannico (Wigan, n. 1962)
- Fran Cotton, rugbista a 15, dirigente sportivo e imprenditore britannico (Wigan, n. 1947)
- Francis Haget, ex rugbista a 15 francese (Sauveterre-de-Béarn, n. 1949)

## Schermidori(2)
- Francis Honeycutt, schermidore statunitense (San Francisco, n. 1883 - Woodbine, † 1940)
- Francis Sabourin, schermidore francese (Saint-Parize-le-Châtel, n. 1861)

## Scienziati(1)
- Francis Hauksbee, scienziato britannico (Colchester, n. 1660 - Londra, † 1713)

## Scrittori(22)
- Francis Bellamy, scrittore statunitense (Mount Morris, n. 1855 - Tampa, † 1931)
- Francis Carco, scrittore francese (Numea, n. 1886 - Parigi, † 1958)
- Francis Cheetham, scrittore britannico (n. 1928 - † 2005)
- Francis Couper, scrittore olandese (Amsterdam, n. 1629 - Rotterdam, † 1691)
- Francis Marion Crawford, scrittore e drammaturgo statunitense (Bagni di Lucca, n. 1854 - Sant'Agnello, † 1909)
- Francis Durbridge, scrittore e sceneggiatore britannico (Kingston upon Hull, n. 1912 - Londra, † 1998)
- Francis J. Finn, scrittore e gesuita statunitense (Saint Louis, n. 1859 - Cincinnati, † 1928)
- Francis Scott Fitzgerald, scrittore e sceneggiatore statunitense (Saint Paul, n. 1896 - Los Angeles, † 1940)
- Francis Hackett, scrittore e storico irlandese (Kilkenny, n. 1883 - † 1962)
- Bret Harte, scrittore e poeta statunitense (Albany, n. 1836 - Camberley, † 1902)
- Francis Hopkinson, scrittore, musicista e avvocato statunitense (Filadelfia, n. 1737 - Filadelfia, † 1791)
- Francis Marrash, scrittore e poeta siriano (Aleppo - Aleppo)
- Frank McCourt, scrittore e docente statunitense (New York, n. 1930 - New York, † 2009)
- Francis Meres, scrittore inglese (n. 1565 - † 1647)
- Francis de Miomandre, scrittore francese (Tours, n. 1880 - Saint-Brieuc, † 1959)
- Francis Wyndham, scrittore e giornalista britannico (Londra, n. 1924 - † 2017)
- Israel Regardie, scrittore britannico (n. 1907 - † 1985)
- Osbert Sitwell, scrittore britannico (Londra, n. 1892 - Montegufoni, † 1969)
- Francis Spufford, scrittore britannico (n. 1964)
- George Steiner, scrittore, saggista e ebraista francese (Neuilly-sur-Seine, n. 1929 - Cambridge, † 2020)
- Francis Tregian il Giovane, scrittore e musicista inglese (n. 1574 - † 1619)
- F. Paul Wilson, scrittore statunitense (Jersey City, n. 1946)

## Scultori(3)
- Francis Bird, scultore inglese (Londra, n. 1667 - † 1731)
- Francis Legatt Chantrey, scultore inglese (Norton, n. 1782 - Londra, † 1841)
- Francis Harwood, scultore britannico (n. 1727 - † 1783)

## Siepisti(1)
- Franz Duhne, siepista tedesco (Barmbek, n. 1880 - Milwaukee, † 1945)

## Sollevatori(1)
- Francis Tournefier, sollevatore francese (Cosne-Cours-sur-Loire, n. 1964)

## Storici(3)
- Perry Anderson, storico, sociologo e saggista britannico (Londra, n. 1938)
- Francis Carr, storico e saggista britannico (Warwick, n. 1924 - † 2009)
- Francis Parkman, storico e docente statunitense (Boston, n. 1823 - Boston, † 1893)

## Storici della filosofia(1)
- Francis Macdonald Cornford, storico della filosofia, traduttore e poeta inglese (Eastbourne, n. 1874 - Cambridge, † 1943)

## Supercentenarie(1)
- Fannie Thomas, supercentenaria statunitense (Contea di Hancock, n. 1867 - Los Angeles, † 1981)

## Telecronisti sportivi(1)
- Chick Hearn, telecronista sportivo statunitense (Buda, n. 1916 - Los Angeles, † 2002)

## Tennisti(4)
- Francis Hunter, tennista statunitense (New York, n. 1894 - Chicago, † 1981)
- Frank Sedgman, ex tennista australiano (Mont Albert, n. 1927)
- Frank Shields, tennista e attore statunitense (New York, n. 1909 - New York, † 1975)
- Frank Stoker, tennista e rugbista a 15 irlandese (Dublino, n. 1867 - Dublino, † 1939)

## Teologi(1)
- Francis Crawford Burkitt, teologo, biblista e orientalista britannico (Londra, n. 1864 - Cambridge, † 1935)

## Trombettisti(1)
- Muggsy Spanier, trombettista statunitense (Chicago, n. 1901 - Sausalito, † 1967)

## Tuffatori(1)
- Francis Gorman, ex tuffatore statunitense (New York, n. 1937)

## Velocisti(7)
- Frank Budd, velocista e giocatore di football americano statunitense (Long Branch, n. 1939 - Marlton, † 2014)
- Peter Higgins, velocista britannico (Stockton-on-Tees, n. 1928 - † 1993)
- Frank Hussey, velocista statunitense (New York, n. 1905 - Coxsackie, † 1974)
- Francis Kerbiriou, ex velocista francese (n. 1951)
- Frank Lane, velocista statunitense (Chicago, n. 1874 - Chicago, † 1927)
- Francis Obikwelu, velocista nigeriano (Onitsha, n. 1978)
- Francis Schewetta, velocista francese (Île-de-Bréhat, n. 1919 - Saint-Maurice, † 2007)

## Vescovi(1)
- Francis Schuckardt, vescovo statunitense (Seattle, n. 1937 - Redmond, † 2006)

## Vescovi anglicani(1)
- Francis Godwin, vescovo anglicano e storico inglese (Hannington, n. 1562 - Whitbourne, † 1633)

## Vescovi cattolici(13)
- Francis John Doyle, vescovo cattolico australiano (Terang, n. 1897 - Bamana, † 1973)
- Francis Xavier Ford, vescovo cattolico e missionario statunitense (New York, n. 1892 - Canton, † 1952)
- Francis Hong Yong-ho, vescovo cattolico nordcoreano (Pyongyang, n. 1906)
- Francis Xavier Hsu Chen-Ping, vescovo cattolico cinese (Shanghai, n. 1920 - Hong Kong, † 1973)
- Francis Hyland, vescovo cattolico statunitense (Filadelfia, n. 1901 - Filadelfia, † 1968)
- Francis Ignatius Malone, vescovo cattolico statunitense (Filadelfia, n. 1950)
- Francis Silas Marean Chatard, vescovo cattolico statunitense (Baltimora, n. 1834 - Indianapolis, † 1918)
- Francis George Adeodatus Micallef, vescovo cattolico e missionario maltese (Birchircara, n. 1928 - Birchircara, † 2018)
- Francis Xavier Osamu Mizobe, vescovo cattolico giapponese (Sinŭiju, n. 1935 - Kyoto, † 2016)
- Francis Frederick Reh, vescovo cattolico statunitense (New York, n. 1911 - Saginaw, † 1994)
- Francis Xavier Sanguon Souvannasri, vescovo cattolico thailandese (Saowapha, n. 1909 - Bangkok, † 1983)
- Francis Gerard Thomas, vescovo cattolico britannico (Stone, n. 1930 - Beaconsfield, † 1988)
- Francis Xavier Yu Soo-il, vescovo cattolico sudcoreano (Nonsan, n. 1945 - Seul, † 2025)

## Vescovi vetero-cattolici(1)
- Francis Rowinski, vescovo vetero-cattolico polacco (n. 1918 - † 1990)

## Violinisti(1)
- Francis Casadesus, violinista e compositore francese (Parigi, n. 1870 - Suresnes, † 1954)

## Senza attività specificata(4)
- Francis Barber, giamaicano († 1801)
- Francis Graham Crookshank, epidemiologo, psicologo e scrittore britannico (Londra, n. 1873 - Londra, † 1933)
- Francis Dereham, inglese (Tyburn, † 1541)
- Frank Hamer, statunitense (Fairview, n. 1884 - Austin, † 1955)